# West Yankton (Dakota del Sur)
West Yankton es un territorio no organizado ubicado en el condado de Yankton en el estado estadounidense de Dakota del Sur. En el Censo de 2010 tenía una población de 3474 habitantes y una densidad poblacional de 7,19 personas por km².

## Geografía
West Yankton se encuentra ubicado en las coordenadas 43°0′18″N 97°32′44″O / 43.00500, -97.54556. Según la Oficina del Censo de los Estados Unidos, West Yankton tiene una superficie total de 483.03 km², de la cual 464.12 km² corresponden a tierra firme y (3.91%) 18.91 km² es agua.

## Demografía
Según el censo de 2010, había 3474 personas residiendo en West Yankton. La densidad de población era de 7,19 hab./km². De los 3474 habitantes, West Yankton estaba compuesto por el 97.21% blancos, el 0.4% eran afroamericanos, el 0.63% eran amerindios, el 0.26% eran asiáticos, el 0.03% eran isleños del Pacífico, el 0.6% eran de otras razas y el 0.86% pertenecían a dos o más razas. Del total de la población el 1.21% eran hispanos o latinos de cualquier raza.